# Spilosoma erminea
Spilosoma erminea är en fjärilsart som beskrevs av Marsh. 1791. Spilosoma erminea ingår i släktet Spilosoma och familjen björnspinnare. Inga underarter finns listade i Catalogue of Life.